# Antonia Lofaso
Antonia Lofaso (Northridge, 23 novembre 1976) è una cuoca statunitense apparsa nei reality show Top Chef, Cucine Diaboliche e Restaurant Startup, tra gli altri. Antonia è proprietaria del Black Market Liquor Bar e Scopa Italian Roots a Los Angeles, California.

## Biografia
Lofaso ha frequentato la French Culinary Institute di New York City; durante gli studi è stata anche manager del ristorante di Sean Combs a Justin (Texas). Ha poi lavorato come chef nei ristoranti Spago e Foxtail, entrambi a Los Angeles.
Lofaso è attualmente la co-proprietaria ed executive chef dei ristoranti di Los Angeles Black Market Liquor Bar e Scopa Italian Roots.

### Carriera televisiva
Nel 2008, Lofaso è apparsa come partecipante nella quarta stagione del programma culinario Top Chef, conosciuto anche come Top Chef: Chicago; arrivò quarta. Lofaso è anche comparsa nell'ottava stagione di Top Chef, conosciuta come Top Chef: All-Stars, dal 2010 al 2011, arrivando terza. Nel 2014 ha partecipato ad un episodio di Top Chef Duels, competendo contro Mike Isabella, che l'aveva battuta a Top Chef: All-Stars; questa volta Lofaso ha vinto il "duello".
Nel 2012, Lofaso è apparsa nel programma dal vivo di Game Show Network, Beat the Chefs; lei era una delle tre chef professioniste contro cui dovevano competere alcuni chef amatoriali. Lo show venne trasmesso per quattro episodi.
Dal 2013, è stata una dei giudici del programma di Food Network Cucine diaboliche (Cutthroat Kitchen). È anche andato in competizione (e vinto) in un episodio speciale - "Judging Judges" - del programma, battendo chef come Simon Majumdar e Jet Tila così come Geoffrey Zakarian.
Dalla seconda stagione del 2015, è stata una consulente di ristoranti per il programma di CNBC Restaurant Startup.

## Vita privata
Lofaso ha una figlia, Xea, nata nel 2000 dalla sua relazione con l'artista discografico Heavy D. Ha anche un fratello.
Lofaso ha radici siciliane ed ebraiche.